# Baie de Fernão Veloso
La baie de Fernão Veloso (en portugais : Baía de Fernão Veloso) aussi connue sous le nom de baie de Nacala est située au nord Mozambique, s'ouvrant sur l'océan Indien. Elle est localisée dans la province de Nampula, au sud de la baie de Memba.

## Géographie
La baie de Fernão Veloso est ouverte vers l'est et possède de profondes échancrures aux extrémités nord-ouest et sud-ouest de sa baie intérieure appelée baie Bengo. Cette dernière s'étend sur un axe nord-sud. Le port de Nacala, réputé pour ses eaux profondes, s'étend des deux côtés de la baie Bengo, à Nacala et Nacala-a-Velha.

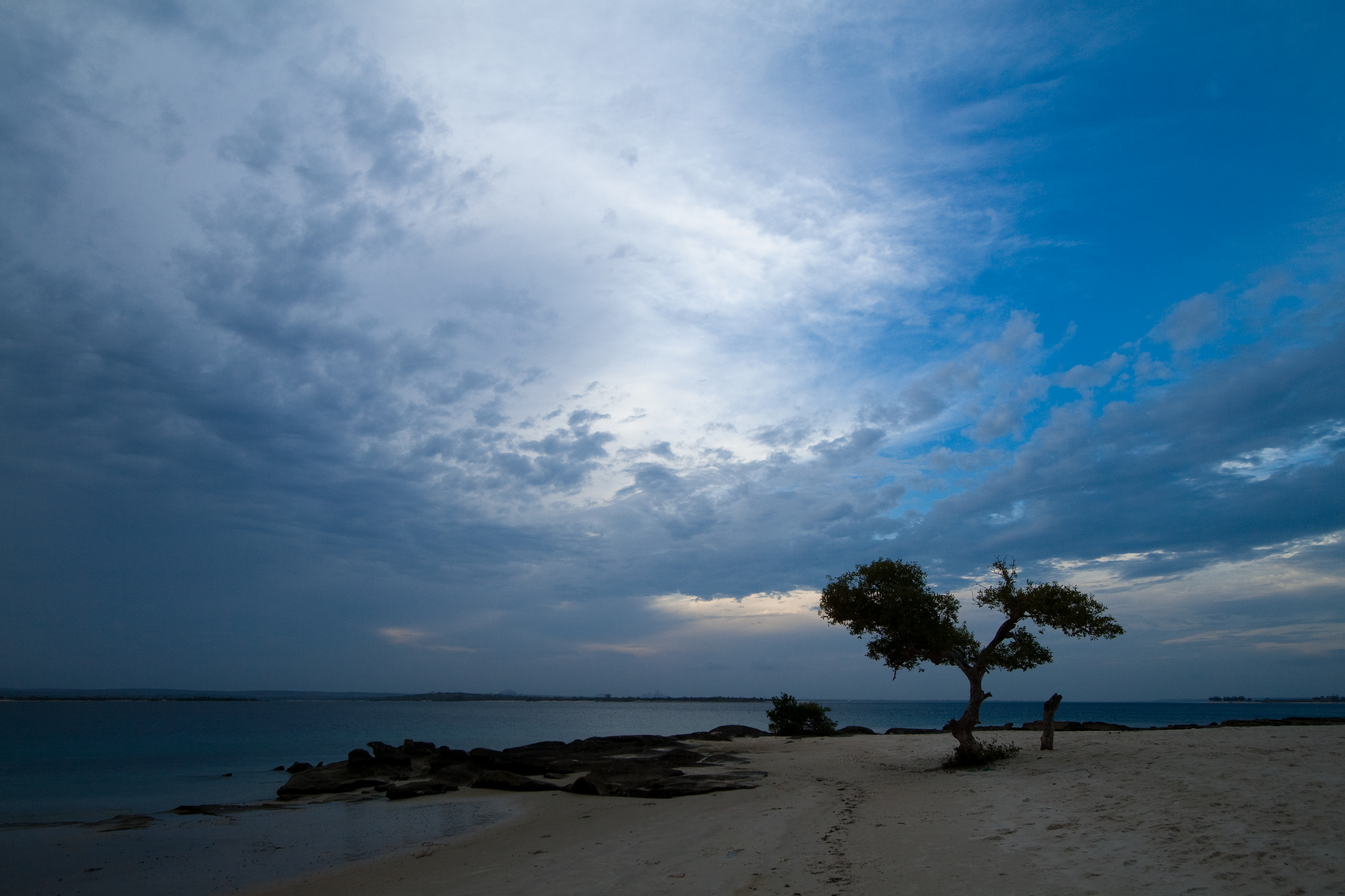
Une plage dans la baie intérieure de Bengo, près de la ville de Nacala.
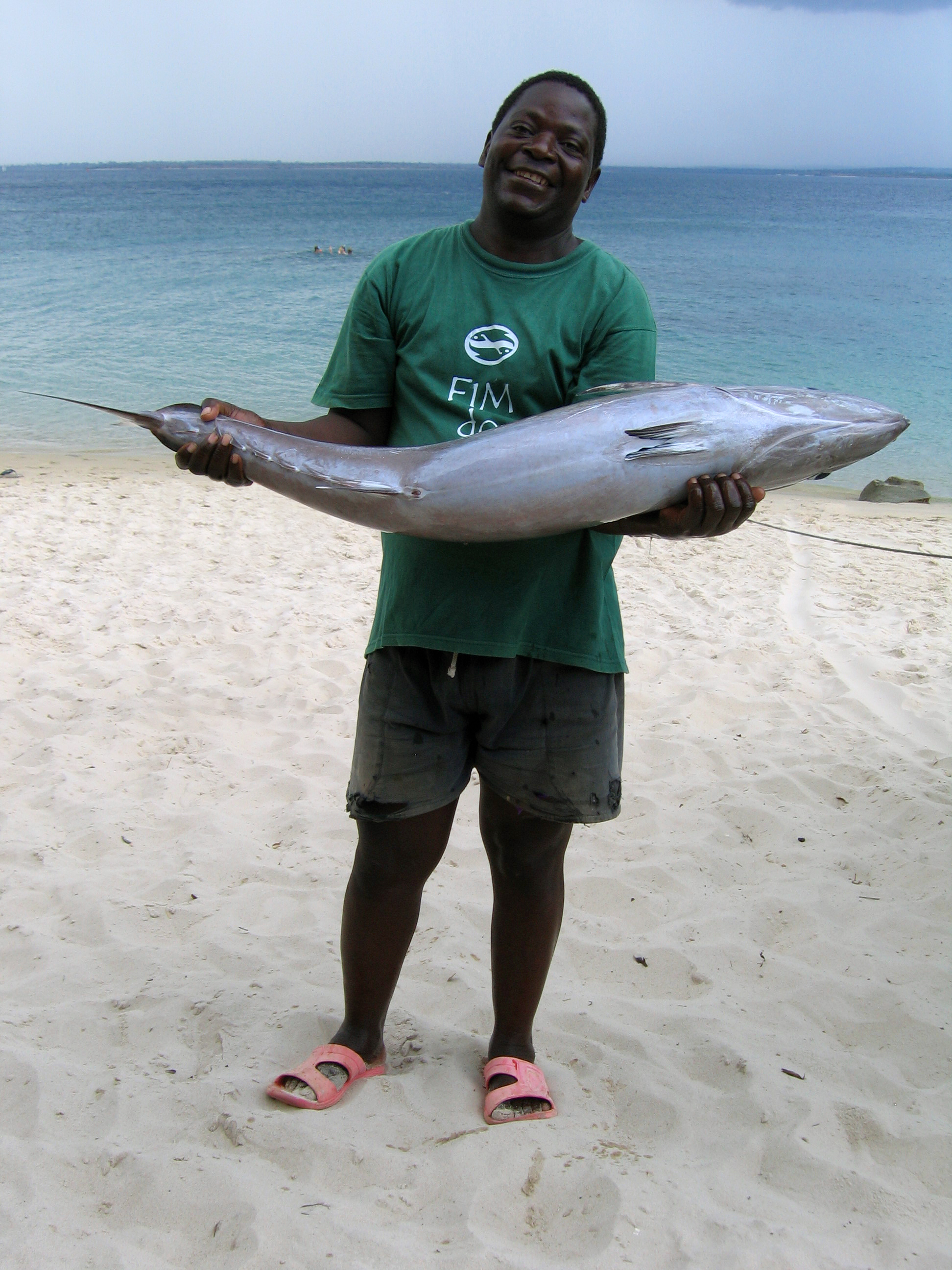
Un homme tenant un thon, au bord de la baie.